# 白い沈黙
『白い沈黙』（原題: Captives、米題: The Captive）は、2014年にカナダで製作されたスリラー映画である。監督はアトム・エゴヤン、主演はライアン・レイノルズが務める。

## あらすじ
マシューは食料品店に立ち寄った。自分の車に戻ってみると、後部座席にいたはずの娘、キャスがいなくなっていた。娘が突如消えたことで、マシューの幸せな家庭は崩れてしまった。妻のティナは夫のマシューがキャスに暴行を加えたのではないかと疑っていたのである。警察もマシューが何か知っているのではないかと疑っていた。
キャスの失踪から8年後、2人の刑事がネット上でキャスのものと思われる近影を発見した。マシューは家族の幸せを取り戻すべく、全力でキャスの捜索に乗り出した。

## キャスト
※括弧内は日本語吹替
- マシュー・レイン - ライアン・レイノルズ（内田夕夜）
- ジェフリー・コーンウォール - スコット・スピードマン（川島得愛）
- ニコール・ダンロップ - ロザリオ・ドーソン（本田貴子）
- ティナ・レイン - ミレイユ・イーノス（まつだ志緒理）
- ミカ - ケヴィン・デュランド（綱島郷太郎）
- キャス・レイン - アレクシア・ファスト（槙乃萌美）
- 幼少期のキャス - ペイトン・ケネディ
- ヴィンス - ブルース・グリーンウッド
- テディ - ブレンダン・ガル（英語版）
- マイク - アーロン・プール（英語版）
- サム - ジェイソン・ブリッカー（英語版）
- アルバート - エイダン・シプリー
- ウィリー - イアン・マシューズ
- ヴィッキー - クリスティン・ホーム（英語版）
- ジェニファー - エラ・バレンタイン（英語版）

## 製作
2013年2月、本作の主要撮影がオンタリオ州サドバリーで始まった。
2014年5月、A24が本作の北米での配給権を購入した。

## マーケティング
2014年7月10日、本作のファースト・トレイラーが公開された。セカンド・トレイラーは同年11月18日に公開された。

## 公開
2014年5月、本作は第67回カンヌ国際映画祭でプレミアを迎え、コンペティション部門にも出品された。
同年9月5日、本作はカナダで限定公開され、45万ドルを稼ぎ出した。11月13日には、ディレクTVが本作を放映した。12月12日には、オンデマンドでの配信がスタートした。

## 評価
カンヌ公開時の本作に対する批評は極めて厳しいものだった。『バラエティ』のジャスティン・チャンは「この誘拐事件を描いた滑稽なスリラー映画を見れば、かつての名監督、アトム・エゴヤンがセルフ・パロディの領域に入ってしまったことが分かる。」と嘆いている。『ガーディアン』のピーター・ブラッドショーは「アトム・エゴヤンは誘拐というシリアスな題材を、何とも甘ったるいファンタジーの中に持ち込んでしまったようだ。」とコメントしている。『ロサンゼルス・タイムズ』は「絶妙なさじ加減で感情とミステリーをそれとなく映し出しているシーンはよかった。しかし、ほとんどのスパイ小説が採用しないような、お粗末な誘拐事件でその良さも台無しになっている。」と述べている。
映画批評集積サイトのRotten Tomatoesには、48件のレビューがあり、批評家支持率は29%、平均点は10点満点で4.2点となっている。サイト側による批評家の意見の要約は「アトム・エゴヤン監督は『白い沈黙』で美しく、いい雰囲気の画面を作り出した。しかし、全体としては、見てて痛ましくなるような出来栄えで、迫力にも欠ける作品になってしまった。」となっている。また、Metacriticには19件のレビューがあり、加重平均値は36/100となっている。